# Louis Stahl
Louis Stahl (* 12. Mai 1848 in Frankfurt am Main; † 26. November 1913 in Stuttgart) war ein deutscher Architekt.

## Leben
Louis Stahl war von 1883 bis 1885 und von 1890 bis 1891 Mitglied des Bürgerausschusses. Er wurde im Jahr 1900 zum (königlich württembergischen) Baurat ernannt und dabei als Inhaber des Architekturbüros Wittmann und Stahl in Stuttgart bezeichnet. 1909 folgte die Ernennung zum Oberbaurat.

## Werke

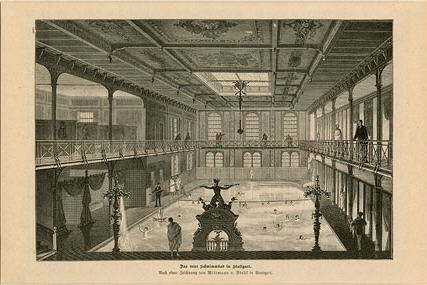
Schwimmbad, 1889

### Bauten
Stahl erbaute gemeinsam mit Ludwig Wittmann 1889 in der Stuttgarter Büchsenstraße ein Schwimmbad, das im orientalisierenden Stil gehalten war, und 1899 ebenfalls mit Ludwig Wittmann die Lukaskirche in Ostheim (Stuttgart), die am 19. März 1899 eingeweiht wurde.
Ein Lagerhaus mit Eiskeller in Stuttgart-Vaihingen, das von Wittmann und Stahl konzipiert worden war, diente ab 1986 als Standort des Brauereimuseums. Angesichts des schlechten Erhaltungszustands der Gebäudesubstanz wurde 1999 eine Einstufung als Kulturdenkmal diskutiert, aber schließlich abgelehnt.
Von Wittmann und Stahl stammt auch das Benger-Areal in Bregenz, das 1892 konzipiert wurde. Das mit neogotischen Details ausgestattete Industrieschloss gilt heute als Sehenswürdigkeit in Bregenz.
Von 1892 bis 1895 wurde die Laurentiuskirche in Widdern erbaut.

#### In Stuttgart

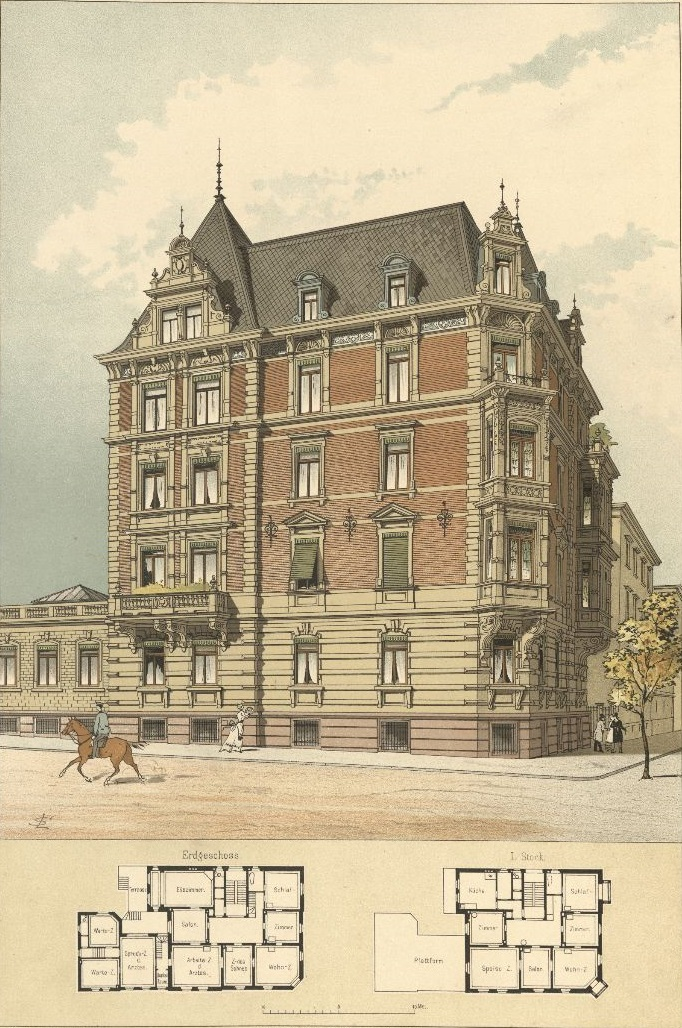
Wohnhaus in Stuttgart

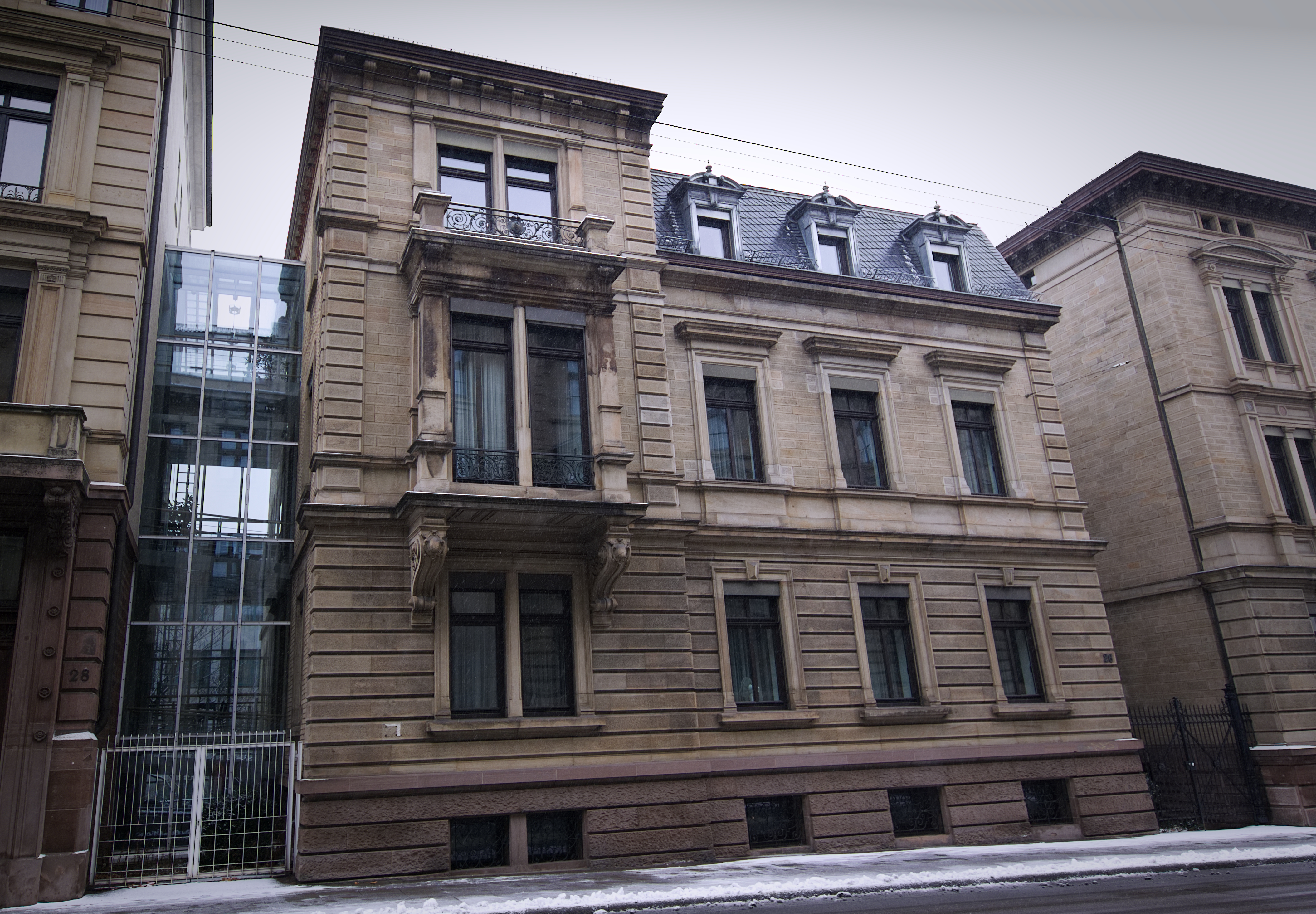
„Villa Schnabel“

- 1876: Mietshaus Augustenstraße 46-48 (Historismus)
- 1882/1883: Doppelmietshaus mit Ladenlokal, Hohenheimer Straße 50a/50b (Historismus)
- 1885: Mietshaus Herdweg 45 (Historismus)
- 1885: Wohnhaus Olgastraße 103 (Historismus)
- 1886: Mietshaus mit Arztpraxis, Johannesstraße 23 (Historismus)
- 1887: „Villa Schnabel“, Reinsburgstraße 26 (Historismus)
- 1887: Doppelmietshaus Stitzenburgstraße 7 und 9 (Historismus)
- 1889/1890: „Eduard-Pfeiffer-Haus“, Heusteigstraße 45 (Historismus)[8][9]
- 1893: Mehrfamilienwohnhaus Kuhnstraße 7 (Historismus)
- 1893/1894: Wohn- und Geschäftshaus Tübinger Straße 1 (Historismus)
- 1893–1894[10]: Ursprungsbau des Karl-Olga-Krankenhauses, Hackstraße 61
- 1896: Wohn- und Geschäftshaus Bebelstraße 36 (Historismus)
- 1897[11]-1899: Evangelische Lukaskirche, Landhausstraße 151 (Historismus)
- 1899/1900: Verwaltungsgebäude Rotebühlstraße 133 (Historismus)
- 19041906: Mehrfamilienwohnhaus Wannenstraße 2 (Jugendstil)
- 1905: Wohnhaus Hölderlinstraße 1 (Historismus)
- 1909: Mehrfamilienwohnhaus Christophstraße 8 (Jugendstil)
- 1911: Mehrfamilienwohnhaus Stitzenburgstraße 11 (Historismus)
- 1911: Fabrikgebäude Adlerstraße 31 (Industriearchitektur)

#### Außerhalb Stuttgarts
- 1892 Fabrik in Bregenz
- Genesungsheim in Lorch
- Genesungsheim in Rötenbach
- Lungenheilstätte in Wilhelmsheim
- Lungenheilstätte in Ueberruh

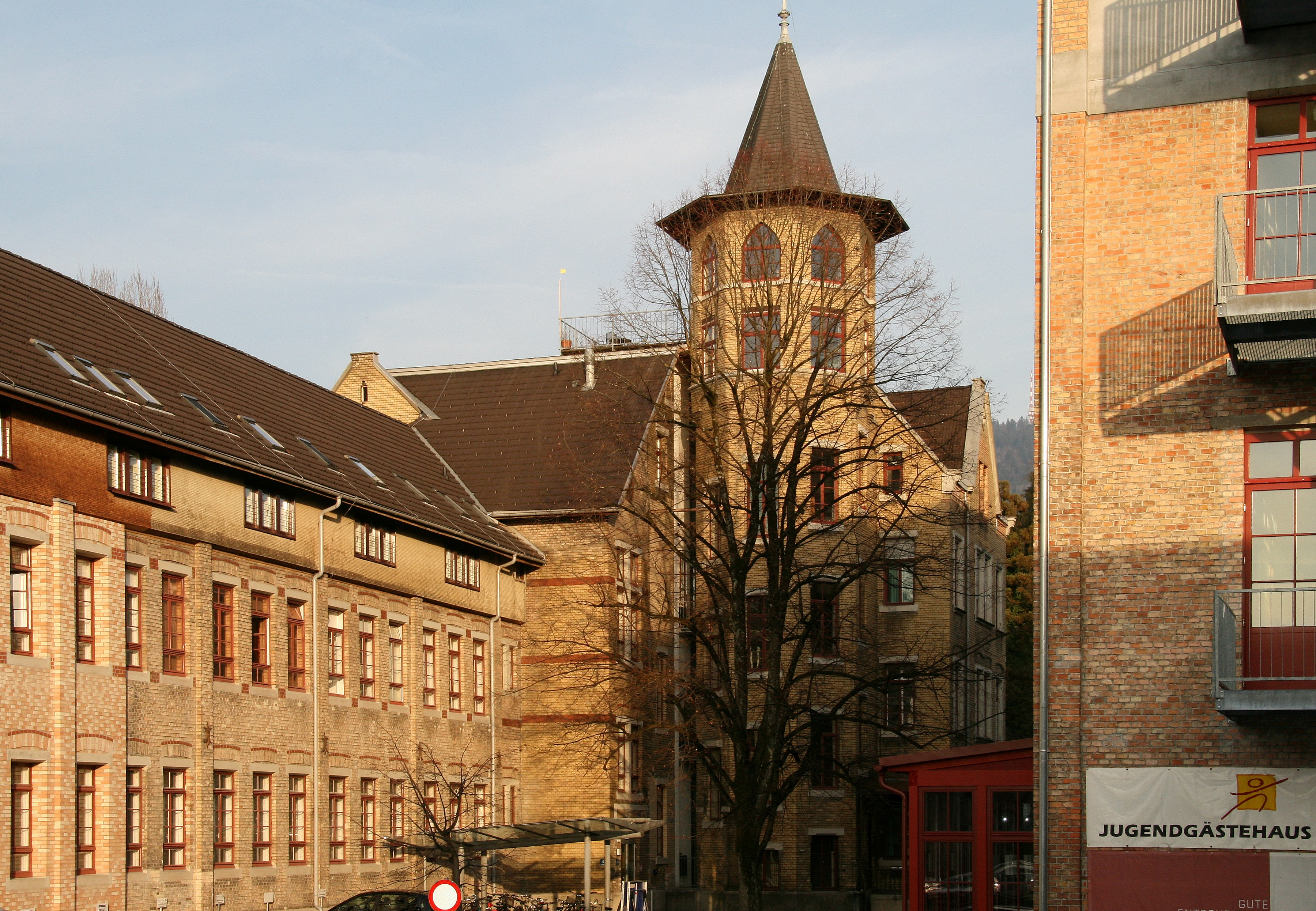
„Industrieschloss“ 1892 in Bregenz erbaut

- Kurhaus Palmenwald in Freudenstadt

### Schriften
- Das neue Dienstgebäude der Versicherungsanstalt Württemberg. In: Monatsschrift des Württembg. Vereins für Baukunde in Stuttgart. F. Weise’s Hofbuchhandlung in Stuttgart (bis 1900); Süddt. Verl.-Anstalt, München (ab 1901). Stuttgart 1898–1904, S. 44–46. (online)

- Das Genesungsheim Lorch. In: Württembergische Bauzeitung: Wochenschrift für Architektur und das gesamte Baugewerbe. Deutsche Verlags-Anstalt. Stuttgart 1905, S. 9–11. (online)
- Das Genesungsheim Lorch. In: Württembergische Bauzeitung: Wochenschrift für Architektur und das gesamte Baugewerbe. Deutsche Verlags-Anstalt. Stuttgart 1905, S. 17–18. (online)